# Willem Hendrik Johan van Idsinga

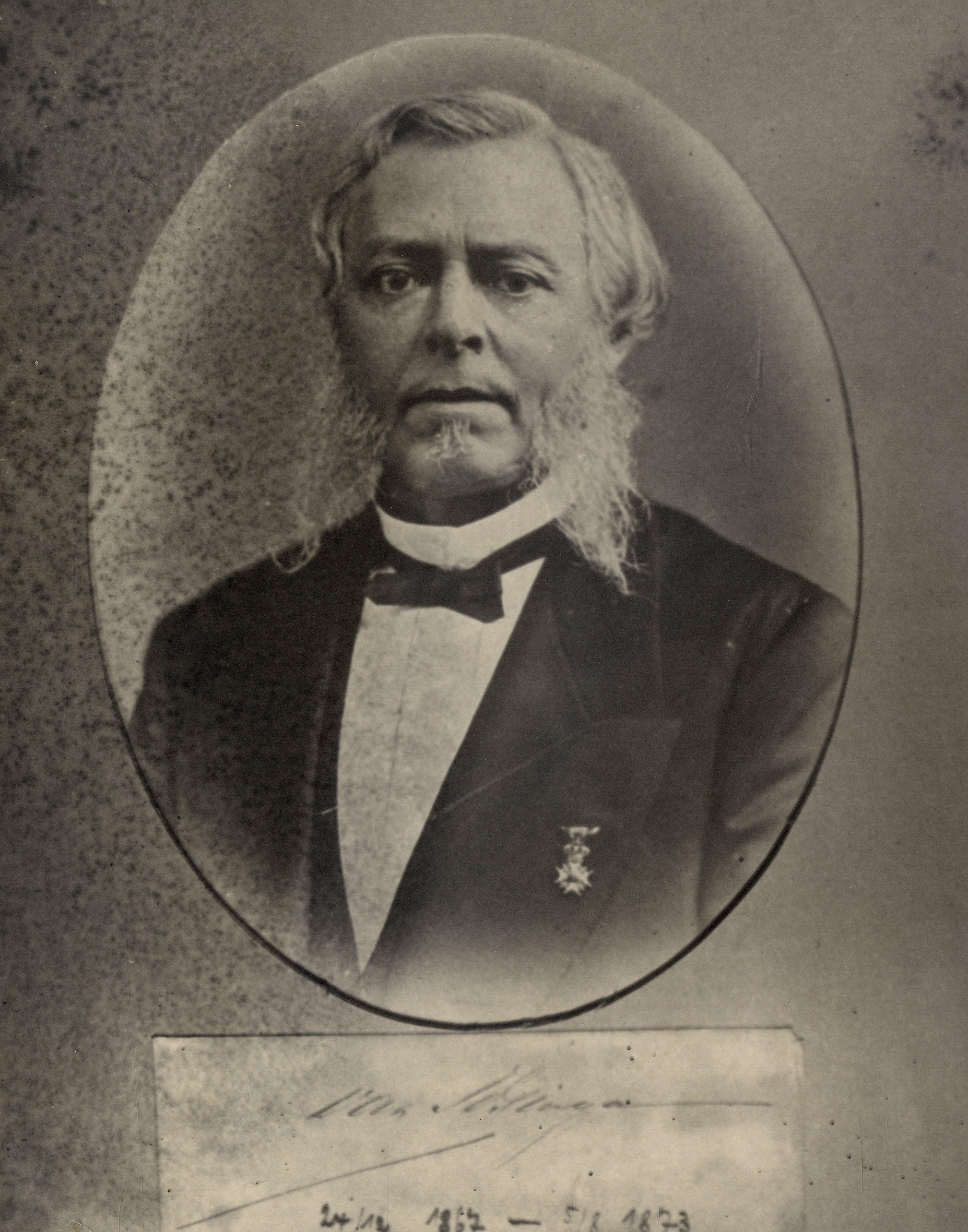
Willem Hendrik Johan van Idsinga

Willem Hendrik Johan van Idsinga (Baardwijk, 25 juni 1822 – Den Haag, 16 november 1896) was een Nederlands koloniaal bewindsman. Hij was gouverneur van de Nederlandse bezittingen ter Kuste van Guinea tussen 1865 en 1867 en gouverneur van Suriname tussen 1867 en 1873. De Van Idsingastraat werd een jaar na zijn gouverneurschap naar hem genoemd.

## Familie
Van Idsinga was een lid van de patriciaatsfamilie Van Idsinga en een zoon van Ds. Hendrik van Idsinga (1789-1859) en Johanna Elisabeth van Nimwegen (1790-1859). Hij trouwde in 1849 met jkvr. Emmeline Theodora Elisabeth van Raders (1826-1866), dochter van gouverneur van Suriname Reinier Frederik baron van Raders (1794-1868) en lid van de familie Van Raders, met wie hij drie kinderen kreeg, onder wie de CHU-politicus Johan Willem Herman Meyert van Idsinga.